# Berthold Heilig
Berthold Heilig (* 26. Oktober 1914 in Heidelberg; † 7. November 1978 in San Miguel de Tucumán, Argentinien) war ein hoher deutscher NSDAP-Funktionär, zuletzt NSDAP-Kreisleiter in Braunschweig und Gauinspekteur für das Land Braunschweig sowie Stellvertreter von Hartmann Lauterbacher, dem Gauleiter des Gaues Süd-Hannover-Braunschweig.

## Frühe Jahre
Heilig wurde als drittes Kind des Textilkaufmanns Georg Heilig und dessen Ehefrau Elise Marie, geb. Bringsauf, geboren. Er hatte zwei Schwestern, von denen eine Annemarie hieß. Die Volksschule schloss er 1931 mit der mittleren Reife ab. Von 1931 bis 1933 folgte eine kaufmännische Lehre in Bad Hersfeld.

## SA- und NSDAP-Mitglied
Bereits zum 1. Oktober 1931 trat Heilig in die NSDAP (Mitgliedsnummer 669.310) und im selben Monat in die SA ein. Ab 1934 war er hauptberuflich für die Hitlerjugend (HJ) tätig. Im Mai desselben Jahres wurde Heilig HJ-Adjutant von Karl Weinrich, dem Gauleiter des Gaus Kurhessen. Heilig durchlief zwischen Oktober 1936 und Dezember 1940 eine Ausbildung zum Nachwuchsführer im Stab des Stellvertreters des Führers in München, der von Rudolf Heß geführt wurde.
1938 heiratete er Liselotte Stolz († 1995) aus Kassel, mit der er drei Töchter hatte: Annegret (1939–1990), Hannelore (* 1941) und Karin (* 1943).

## Zweiter Weltkrieg
Heilig nahm während des Zweiten Weltkrieges von September 1939 bis September 1940 u. a. am Frankreich-Feldzug teil. Von Januar 1942 bis Januar 1943 nahm er am Krieg gegen die Sowjetunion teil und erhielt sowohl das Eiserne Kreuz II. als auch I. Klasse. Wegen einer Verwundung schied er aus dem aktiven Wehrdienst aus. Nach seiner Genesung war er von März 1943 bis März 1944 Kreisleiter in Hildesheim, bevor er schließlich Kreisleiter in Braunschweig (Stadt und Land) sowie stellvertretender Gauleiter wurde.

### NSDAP-Kreisleiter in Braunschweig
Heilig wurde, 29-jährig, am 19. März 1944 als Kreisleiter und Gauinspekteur für Braunschweig eingesetzt und war damit der ranghöchste NS-Funktionär in der Stadt. Er behielt diese Position bis Kriegsende. Von zahlreichen Zeitzeugen wurde er als „fanatisch“, „radikal“, „unberechenbar“ und „skrupellos“ geschildert. So ordnete er im November 1944 an, im „Entbindungsheim für Ostarbeiterinnen“, das sich in der Broitzemer Straße (heute Münchenstraße) befand, die weitere Verabreichung von Milch an Säuglinge und Kleinkinder der in den Braunschweiger Betrieben eingesetzten Zwangsarbeiterinnen einzustellen. Damit wurde die katastrophale Ernährungslage im Heim noch weiter verschlechtert. In der Zeit des Bestehens des Entbindungsheims von Mai 1943 bis Kriegsende starben mindestens 365 Säuglinge und Kleinkinder.

### Letzte Kriegstage in Braunschweig
In den letzten Wochen des Krieges erwies sich Heilig als einer der skrupellosesten Vertreter des untergehenden NS-Regimes: In Durchhalteparolen ließ er verkünden, dass „bis zum letzten Blutstropfen“ und „bis zur letzten Patrone“ zu kämpfen sei.
Am 6. April 1945 war Heilig von Gauleiter Hartmann Lauterbacher beauftragt worden, Braunschweig zu verlassen, um die Verteidigung des letzten Rückzugsraumes der sich in Auflösung befindlichen deutschen Streitkräfte, die „Festung Harz“, durch SA und Volkssturm zu organisieren. Am selben Tag erschien im NS-Propagandaorgan Braunschweiger Tageszeitung der Artikel „Lieber tot als Sklav!“, in dem Lauterbacher die Bevölkerung zu fanatischem Widerstand gegen die anrückenden US-Truppen aufhetzte.
Am Abend des 10. April 1945 erfuhr Heilig, der sich bereits seit einigen Tagen im Harz aufhielt, telefonisch, dass Braunschweig, das seit kurzem von US-Truppen eingeschlossen war, diesen kampflos übergeben werden sollte. Sofort machte er sich auf den Weg nach Braunschweig, wo er am 11. April, nachts gegen 02:30 Uhr, im NS-Kreisbefehlsstand im Nußberg-Bunker ankam. Seine erste Amtshandlung war die Ernennung der Stadt Braunschweig zur „Festung“. Darüber hinaus drohte Heilig, „Verräter“ und „Abtrünnige“ erschießen zu lassen – so z. B. geschehen mit Landrat Friedrich Bergmann, der sich geweigert hatte, dem Befehl der Sprengung sämtlicher Brücken über den Mittellandkanal und über die Oker sowie aller Autobahnbrücken nachzukommen. Bergmann hatte nach der Weigerung vergeblich versucht, Selbstmord zu begehen. Heilig ließ den Schwerverletzten durch die SA erschießen. Darüber hinaus ließ er „Einsatzkommandos“ bilden, die gegen Plünderer und Defätisten vorgingen und in „letzter Minute“ (siehe Endphaseverbrechen) noch zahlreiche Amtsträger ermordeten.
Gegen 14:00 Uhr erhielt Heilig den Befehl, die Akten der NSDAP-Kreisleitung zu vernichten und das provisorische Dienstgebäude, das Veltheimsche Haus von 1573, auf dem Burgplatz zerstören zu lassen (die ursprüngliche Kreisleitung im „Adolf-Hitler-Haus“ auf der Wolfenbütteler Straße war bereits durch Bomben zerstört). Das von SA-Leuten gelegte Feuer konnte aber schnell von der Braunschweiger Bevölkerung gelöscht und das historische Gebäude als eines der wenigen Fachwerkbauten Braunschweigs gerettet werden.
Gegen 18:00 Uhr trafen sich etliche der noch in Braunschweig verbliebenen NS-Größen ein letztes Mal, unter ihnen Heilig, der Braunschweiger Kampfkommandant Generalleutnant Karl Veith und Ministerpräsident Dietrich Klagges. Heilig wollte bei dieser Besprechung nichts von einer friedlichen Übergabe der Stadt wissen. Ein letztes Mal, am 11. April 1945 – nur wenige Stunden vor Übergabe Braunschweigs an die Truppen der 30. US-Infanterie-Division am 12. April – wandte er sich deshalb mit einem Drahtfunk-Aufruf an die Braunschweiger Bevölkerung, um sie zum letzten Widerstand aufzuhetzen, und verkündete schärfstes Vorgehen gegen „Saboteure“. Schließlich ordnete er die Sprengung von Industrie- und Versorgungswerken sowie diverser Brücken in Braunschweig an. Da jedoch nach und nach die Mehrzahl der Regimetreuen schwand, wurde dieser letzte Befehl nicht in die Tat umgesetzt.

## Flucht, Verhaftung und erneute Flucht
Entgegen seinen eigenen Durchhalteparolen, die „Stadt bis zum letzten Mann“ zu halten, tat es Heilig aber seinem Vorgesetzten, Gauleiter Lauterbacher, gleich und ergriff die Flucht vor der anrückenden US-Division. Er floh am 11. April zwischen 22:00 und 23:00 Uhr aus der Stadt in Richtung Berlin. Kurz darauf, um 02:59 Uhr am Donnerstag, dem 12. April 1945, wurde Braunschweig kampflos an die US-Truppen übergeben.
Auf seiner Flucht vor den Alliierten geriet Heilig in sowjetische Kriegsgefangenschaft, aus der er aber sehr bald fliehen konnte. Im Sommer 1945 kehrte er nach Braunschweig zurück und wurde am 14. September des Jahres von der britischen Militärpolizei in Braunschweig verhaftet.

### Prozess und Todesurteil
Wegen Mordes an Landrat Bergmann hatte die Staatsanwaltschaft Braunschweig einen Haftbefehl erlassen, aufgrund dessen Heilig am 28. März 1946 in das Gefängnis Rennelberg überstellt wurde. Am 12. Juni 1947 wurde er dafür vom Landgericht Braunschweig zum Tode verurteilt. Der Oberste Gerichtshof für die Britische Besatzungszone in Köln bestätigte dieses Urteil am 28. September 1948. Es war die einzige Tat, die man Heilig nachweisen konnte. Eine weitere Verurteilung wegen der Vorfälle im Entbindungsheim Broitzemer Straße lehnte das britische Militärgericht am 27. Mai 1948 mit der Begründung ab, Heilig sei ja bereits zum Tode verurteilt.

### Flucht mit Helfern
Bis zur Vollstreckung des Urteils wurde Heilig in der „Todeszelle“ des Gefängnisses in Wolfenbüttel inhaftiert. Es konnte jedoch nicht vollstreckt werden: Am Morgen des 10. Dezember 1948 gelang Heilig mit Hilfe eines britischen Sergeants (Geliebter und späterer Ehemann von Heiligs ehemaliger Sekretärin) sowie einiger ehemaliger SA-Leute die Flucht.

#### Die Rattenlinie
Heiligs Flucht war von seiner Ehefrau und seiner ehemaligen Sekretärin genauestens geplant, wobei sie auf NS-Fluchthilfeorganisationen wie die „Stille Hilfe“ und das „Kameradenhilfswerk“ von Hans-Ulrich Rudel zurückgriffen. Zunächst floh Heilig nach Süddeutschland und von dort aus mit einer Mönchskutte und als „Bruder Hans“ getarnt gelangte er mit Hilfe zahlreicher Geistlicher, darunter z. B. Leopold von Gumppenberg (1901–1982), von Kloster zu Kloster bis nach Rom. Dort fand er auf Betreiben des katholischen österreichischen Bischofs Alois Hudal im Priesterseminar Collegio Teutonico di Santa Maria dell’Anima Unterschlupf. Rudels „Kameradenhilfswerk“ und die Organisation ehemaliger SS-Angehöriger („ODESSA“) verschaffte ihm schließlich auch das Geld für neue Papiere und damit eine neue Identität und ermöglichten ihm damit 1951, über die vom kroatischen Franziskaner-Geistlichen Krunoslav Draganović organisierte „Rattenlinie“ aus Europa nach Argentinien zu fliehen, wo er am 17. Januar 1951 in Buenos Aires ankam.

### Leben und Tod in Argentinien

#### Falsche Identität
In Rom hatte sich Heilig die neue Identität des „Hans Richwitz“ zugelegt, wobei „Richwitz“ der Name eines in Russland vermissten Kameraden war. Nachdem er wenige Wochen in Argentinien war, änderte er seinen Namen in „Juan Richwitz“. Heiligs Ehefrau folgte ihm zusammen mit den drei Töchtern am 25. März 1953, doch hatte dieser inzwischen eine Geliebte, Irmgard Lehder, die selbst wiederum zwei Kinder hatte, Roswitha und Frank. Daraufhin reisten Frau und Kinder nur wenige Monate später, am 21. Dezember 1953, wieder nach Deutschland zurück, während Heilig in Argentinien blieb.
In der Hoffnung, sie könnten ihm beruflich und gesellschaftlich weiterhelfen, versuchte Heilig Kontakte zu anderen NS-Verbrechern in Südamerika zu knüpfen, so z. B. zu Ludolf-Hermann von Alvensleben und Eduard Roschmann, doch dies fruchtete nichts. Er wechselte oft die Beschäftigungen, wobei keine den ersehnten und dauerhaften Erfolg brachte. Eine Zeit lang arbeitete er bei der Firma Compañía Argentina para Proyectos y Realizaciones Industriales – Fuldner y Cía, kurz „Capri“ genannt, die vom ehemaligen SS-Offizier Horst Carlos Fuldner gegründet worden war, um geflohenen Nazis ein Einkommen zu verschaffen. Das Unternehmen beschäftigte um 1955 bis zu 400 Personen (300 davon geflohene Nazis). Ein Arbeitskollege Heiligs war u. a. Adolf Eichmann, ehemaliger SS-Obersturmbannführer und Referatsleiter im Reichssicherheitshauptamt (RSHA).

#### Strafverfolgung
Das Bundeskriminalamt hatte erst 1959 eine Fahndung nach Heilig über Interpol einleiten lassen. Ein von Deutschland an Argentinien gestelltes Auslieferungsersuchen wurde 1960 abgelehnt. Seit Eichmann 1960 vom israelischen Geheimdienst Mossad in Argentinien aufgespürt und nach Israel entführt worden war (wo er zum Tode verurteilt und hingerichtet wurde), lebte Heilig in permanenter Angst vor Entdeckung, auch deshalb, weil argentinische Zeitungen eine „Liste gesuchter Nazi-Verbrecher“ veröffentlichten, auf der auch „Juan Richwitz“ stand. Heilig tauchte daraufhin für einige Zeit unter und kehrte zurück, als ihm das Geld ausging.
Heiligs Leben war ärmlich, da alle beruflichen Bestrebungen früher oder später in Misserfolgen endeten, u. a. betrieb er eine Zeit lang zusammen mit seiner Lebensgefährtin eine Angorakaninchenzucht. Die Zucht ging nach 15 Jahren bankrott. Heilig stürzte daraufhin einmal mehr in eine tiefe Krise und unternahm einen Suizidversuch. Seine Stieftochter charakterisierte ihn später als in dieser Zeit „schizophren“ und als „Quartalssäufer“. Anfang der 1970er Jahre gelang es ihm ein letztes Mal, beruflichen und gesellschaftlichen Erfolg als eine Art „Event Manager“ zu erlangen, aber der Alkoholismus zerstörte auch dies.
Am 7. November 1978 stürzte sich Berthold Heilig aus der 10. Etage eines Hotels in Tucuman in den Tod.